# Herz der Finsternis

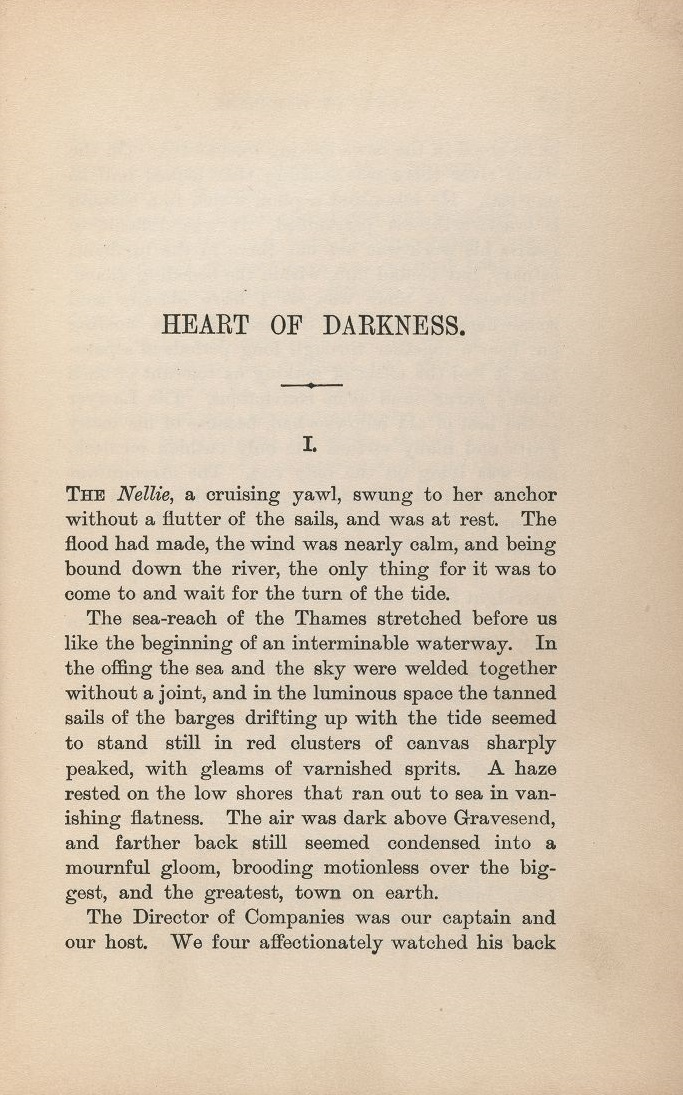
„Heart of Darkness“ in Youth: A Narrative, 1902.

Herz der Finsternis (Originaltitel: Heart of Darkness) ist eine erstmals 1899 im Blackwood’s Magazine in drei Teilausgaben abgedruckte Erzählung von Joseph Conrad, die im November 1902 auch in Buchform veröffentlicht wurde. In dieser Erzählung berichtet der Seemann Charlie Marlow Freunden von seiner Reise in Zentralafrika als Kapitän eines Flussdampfers. Er wurde dort Augenzeuge einer beispiellosen Grausamkeit gegenüber den Eingeborenen und zweifelte zunehmend an den Rechtfertigungen der Ausbeutung, aber seine einflussreichen, in die Ausbeutung von Kolonien verwickelten Londoner Freunde zeigen sich wenig beeindruckt von Marlows Erschütterung.
Conrads Erzählung ist ein Beitrag zur Diskussion über den englischen Kolonialismus und Rassismus am Ende der Herrschaft Queen Victorias. Die Erzählung, zu kurz für einen Roman und zu lang für eine Novelle, gilt heute als eines der wichtigsten Prosawerke in englischer Sprache.

## Übersicht

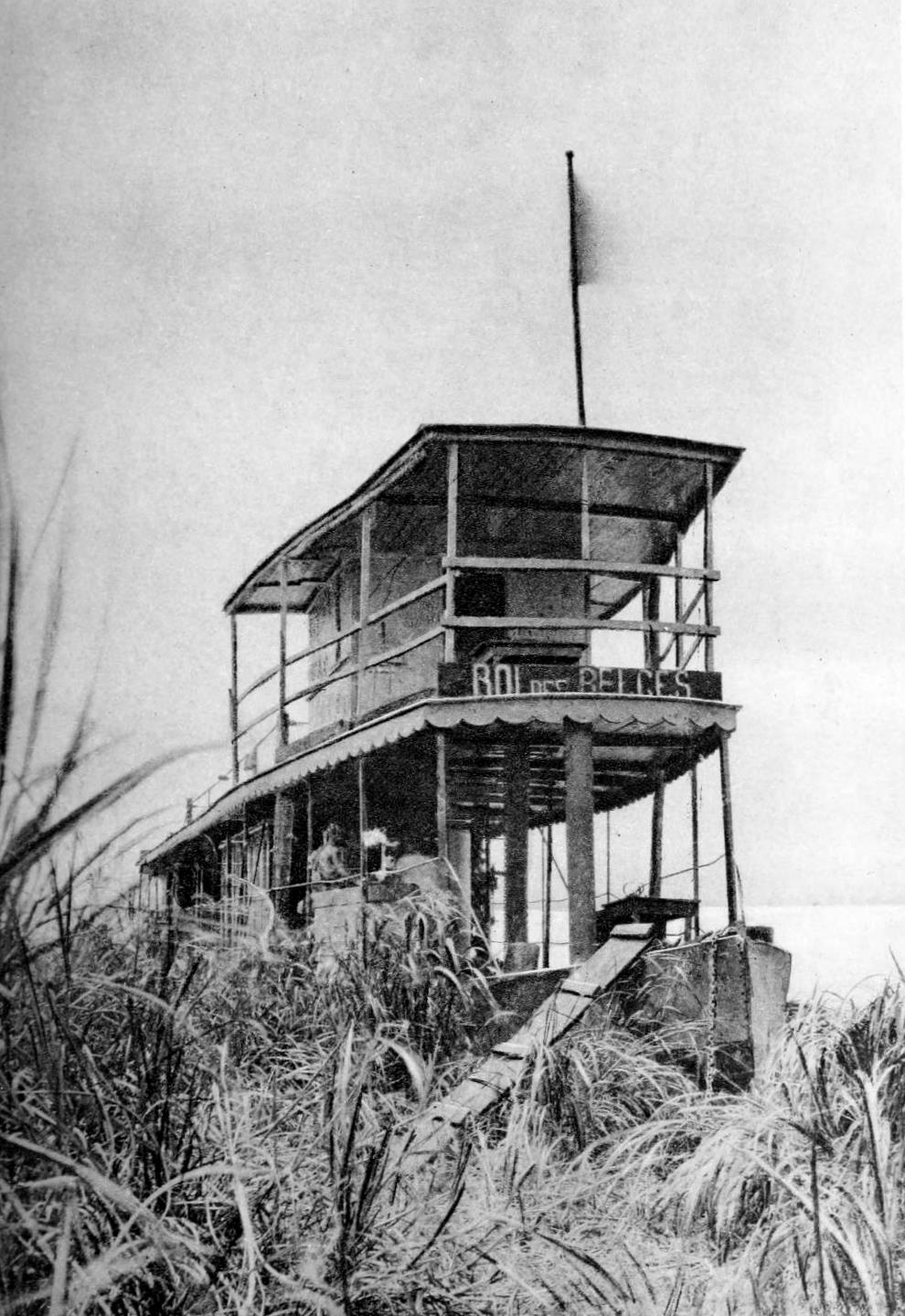
Die Roi des Belges ("König der Belgier"), der Flussdampfer, den Conrad als Kapitän 1889 geführt hat.

Ein anonymer Erzähler schildert den Ablauf eines langen Spätnachmittags auf einer in der Themse ankernden Segeljacht, auf der der Seemann Marlow von einer früheren Reise nach Afrika erzählt. Dort sollte er als Kapitän einen kleinen Flussdampfer übernehmen, der als wichtigste Verbindung zwischen den Handelsstationen Menschen und Güter transportiert. Auf seiner ersten und einzigen Reise auf dem Oberlauf des großen Stroms wird Marlow Zeuge einer extremen Brutalität gegenüber den Eingeborenen, von denen vor allem Kurtz, charismatischer Leiter einer entfernten Station am Oberlauf des Flusses, die Ablieferung unglaublicher Mengen an Elfenbein erzwingt. Marlow durchschaut allmählich die Maskerade einer vorgeblichen Zivilisierung und Missionierung, deren einziger Zweck in Wahrheit die Ausplünderung der eroberten Gebiete ist. Desillusioniert und schwer erkrankt kehrt Marlow nach Europa zurück.
In der Rahmenhandlung, den Stunden auf dem Segelboot, wendet sich Marlow immer wieder an seine hochrangigen Freunde, die typische Berufe in kolonialen Handelsorganisationen ausüben. Sie sind Teil der kolonialen Bourgeoisie Englands – sie sind es, die über die Strategien der Kolonialverwaltungen entscheiden. Die Freunde sind damit nicht nur die ersten, sondern die eigentlichen Adressaten seiner „Predigt“, auch wenn einzelne von ihnen gelegentlich Ablehnung äußern oder beim Zuhören sogar einschlafen. Marlow spricht über langfristig negative Formen des Kolonialismus, also jene Strategien der Ausbeutung, die zur Gefahr für die Fortsetzung der Herrschaft der Kolonialverwaltung werden könnten. Er wirbt mit seiner Erzählung für eine Mäßigung des Kolonialismus, weiß allerdings, dass er sich während der größten Machtentfaltung des englischen Imperialismus damit in der Minderheit befindet. 

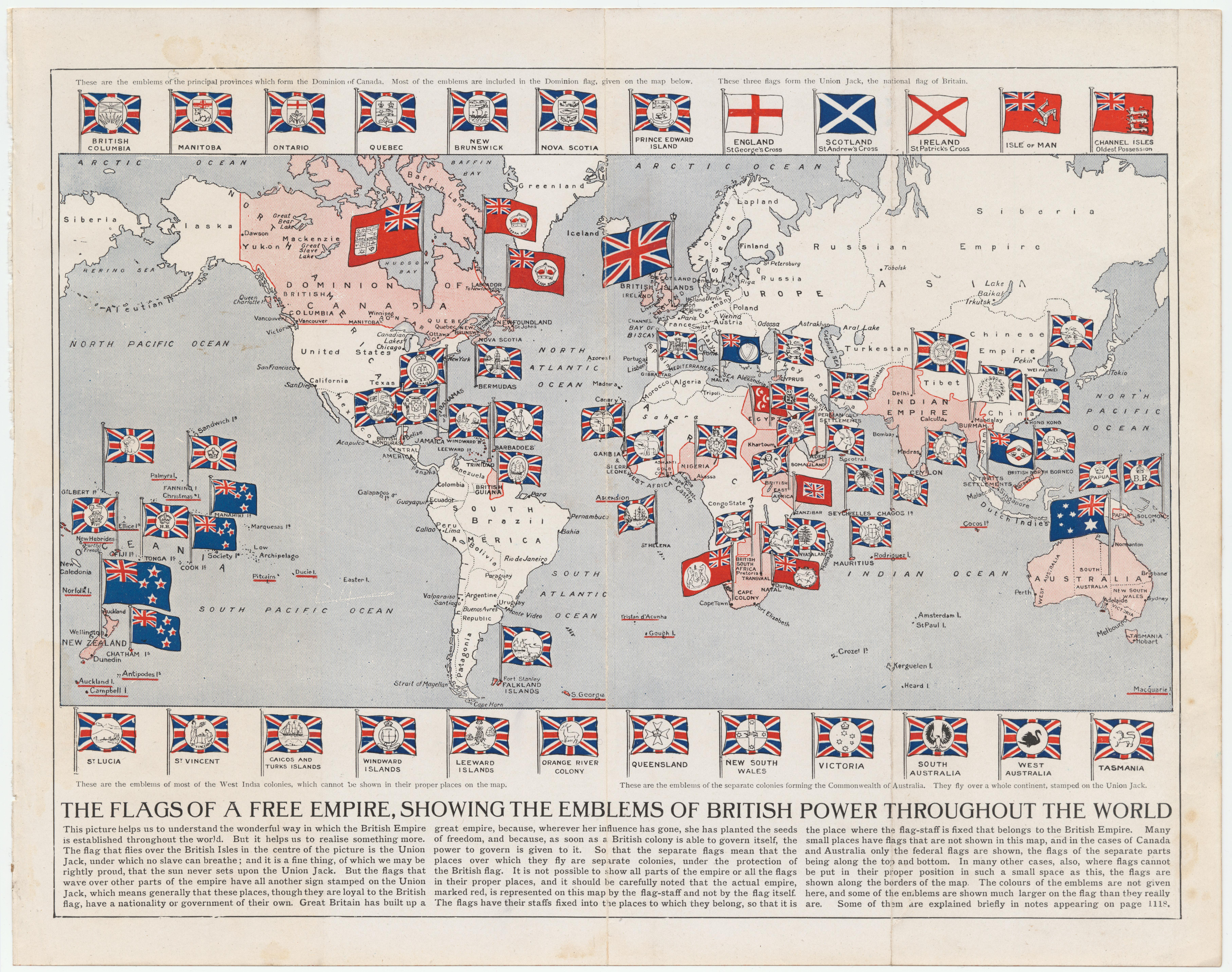
Weltkarte von 1910, welche das Britische Weltreich zeigt.

Kurtz, Leiter der wichtigsten Station im Elfenbeinland, ist mit seinem „hohen Platz unter den Landesteufeln“ zwar Marlows Gegenspieler in Afrika, aber er ist ein europäisches, damit auch ein englisches Produkt. Wie viel von Kurtz’ Methoden stecken dann im englischen Kolonialismus? An bestimmten Orten und zu bestimmten Zeiten zählte auch England eine kurtzsche Barbarei unter seine Methoden, wie u. a. das Massaker von Amritsar später bewies. Marlow stellt daher seinen Zuhörern indirekt die Frage, wie dauerhaft das Empire gegen einen vom Dschungel auf die Bevölkerungen der Kolonien übergreifenden Widerstand durchhalten könnte.
Der anonyme Erzähler der Rahmenhandlung ist der einzige Zuhörer Marlows, der schließlich eine gewisse Beunruhigung erkennen lässt. Er erwähnt, dass für Marlow „der Sinn einer Begebenheit nicht in dieser eingeschlossen (ist) wie der Nusskern, sondern draußen, rings um die Geschichte (liegt), die ihn lediglich sichtbar macht.“ Der Sinn von Marlows Erzählung ergibt sich aus dem Kontext, in dem sie vorgetragen wird, und an deren Ende sieht der anonyme Erzähler „die Welt mit anderen Augen“ – und ein Menetekel an der Wand.
Joseph Conrads Erzählung ist daher mehr als ein nur exotisches Abenteuer, sie ist ein Beitrag zur Auseinandersetzung über die Methoden des englischen Kolonialismus, eine poetische Allegorie in einem politischen Diskurs: „Es ist das großartig-düstere Portalbuch des zwanzigsten Jahrhunderts, das die Dunkelseite der menschlichen Natur anleuchtet, aber auch die Schattenseite jener westlichen Kultur, der sich Conrad zutiefst zugehörig fühlte.“

## Titel
Die Herz-Metapher ist in der Erzählung ein Dutzend Mal zu lesen und prägt in Verbindungen wie Herz der Finsternis den Verlust aller Orientierung als einen Grundton der Erzählung. Mit der sich schon im Anfang ballenden Düsternis über London, „der größten und großartigsten Stadt der Welt“, scheint zunächst nur eine Wetterlage gemeint zu sein; wenig später wird dann Dunkelheit das Charakteristikum des Urwalds, dessen Undurchdringlichkeit der nahen Ufer die Reisenden begleitet. Der ausgedehnte Raum konzentriert sich schließlich an einem Punkt, an dem Finsternis zusätzlich einen übertragenen, moralischen Sinn bekommt: aus dem Herz der Finsternis wird eine Finsternis des Herzens: „Es ist vor allem das ’Herz’ selbst, das aus undurchdringlicher ’Finsternis’ besteht.“
In zusätzlicher Aufladung des symbolischen Farbenspektrums stricken die zwei Marlow in Brüssel empfangenden Frauen „fieberhaft ihre schwarze Wolle“ und damit auch seinen Lebensfaden wie griechische Schicksalsgöttinnen. Marlow ist beunruhigt und fühlt sich in eine unheilvolle Verschwörung hineingezogen: „Ave! Du alte Schwarzwollstrickerin. Morituri te salutant.“

## Komposition
Die Struktur der Erzählung wird durch das doppelte Ordnungsprinzip einer kreisförmigen Rückkehr zum Ausgangspunkt und einer eher linear sich steigernden Binnenerzählung bestimmt. Beide Gliederungen sind ineinander verwoben und werden erst im Rückblick deutlich unterscheidbar. Der Handlungskern der Afrikareise wird vom Leser erst mit zwei Schritten erreicht, mit denen er die Erzählung in umgekehrter Reihenfolge auch wieder verlässt. Conrad rückt als Autor in den Hintergrund, indem er den Marlow-Bericht von einem anonymen Rahmenerzähler erzählen lässt. Dessen Erzählung ist also ein Bericht-Bericht, eine doppelt indirekte Strategie.
In der Rahmenhandlung des Anfangs und Endes berichtet dieser namenlose Ich-Erzähler über einen Segelausflug auf der Themse an einem Spätnachmittag bzw. frühen Abend. Die in diese erste Erzählung eingebettete Kongo-Erzählung Marlows beginnt und endet wieder in der „gruftartigen Stadt“, womit vermutlich Brüssel gemeint ist. Durch diesen Zwischenort hat die Jacht Nellie, hat die Themse, hat England mit den von Marlow berichteten Kongo-Ereignissen noch nichts direkt zu tun; aber schon verdichtet sich im Laufe des Abends über dem in der Ferne liegenden London die titelgebende Dunkelheit, die am Ende der langen Erzählung bis an die Flussmündung herangerückt scheint: auch England steht vor einer moralisch und politisch wichtigen Entscheidung.
Die Dreigliederung wird in die Erzählung formal mit drei nummerierten Abschnitten aufgenommen. Während der erste auf fast 50 Seiten den Rahmen, die Anreise und die von den europäischen Angestellten geweckten und in der Kurtz-Figur personifizierten hohen moralischen Erwartungen schildert, beschreibt der zweite Abschnitt die Fahrt des kleinen Dampfschiffs flussaufwärts in die feindliche Umgebung des tückischen Stroms und in die unheilvolle Stille des Urwalds, in eine andere Dimension: „Sie blickte einen mit rachgieriger Miene an. (…) Die Erde schien unirdisch.“ Die äußeren Gefahren und andere Hinweise erschüttern langsam die Zuversicht, Zweifel verdichten sich: „Irgend etwas stimmte nicht stromaufwärts. Doch was – und wie vieles?“
Der noch einmal kürzere dritte Abschnitt führt in die von Kurtz geleitete Station, den „Gipfelpunkt meines Erlebnisses“, der ein Licht „auch in meine Gedanken“ warf. Der Höhepunkt der Erzählung ist zugleich Gipfel der Desillusionierung: Kurtz’ letzter Jünger und wenig vertrauenswürdiger Berichterstatter tritt als Harlekin mit fragilen Stimmungen auf, um das zerfallende Gebäude der Station sind Menschenköpfe aufgespießt, der todkranke Kurtz ist nur noch ein „scheußliches Gespenst“ und für Marlow schon kein Idol mehr.
Die besondere Erzähltechnik des Werks als sich überlagernder doppelter Rahmennovelle zieht teleskopartig den Rezipienten in das Innere der Erzählung, schafft aber zugleich neben einer Steigerung der Erzählspannung Raum für unterschiedliche Deutungen des erzählten Sinngehaltes. Dies wird verstärkt durch die spezifische Erzählweise der Novelle, die zwischen einer sprachlich gedrungenen Prägnanz einerseits und einer bewusst retardierenden Erzählform andererseits wechselt. Während durch das Retardieren ein hoher Spannungsbogen erzeugt wird, eröffnet die gestraffte, prägnante Darstellung vielfache Möglichkeiten für Spekulationen des Rezipienten. Die immer noch hohe Kontroversität in der Rezeptionsgeschichte der Erzählung findet in dieser erzähltechnisch angelegten Vieldeutigkeit teilweise ihren Ursprung.

## Mythologische Bausteine

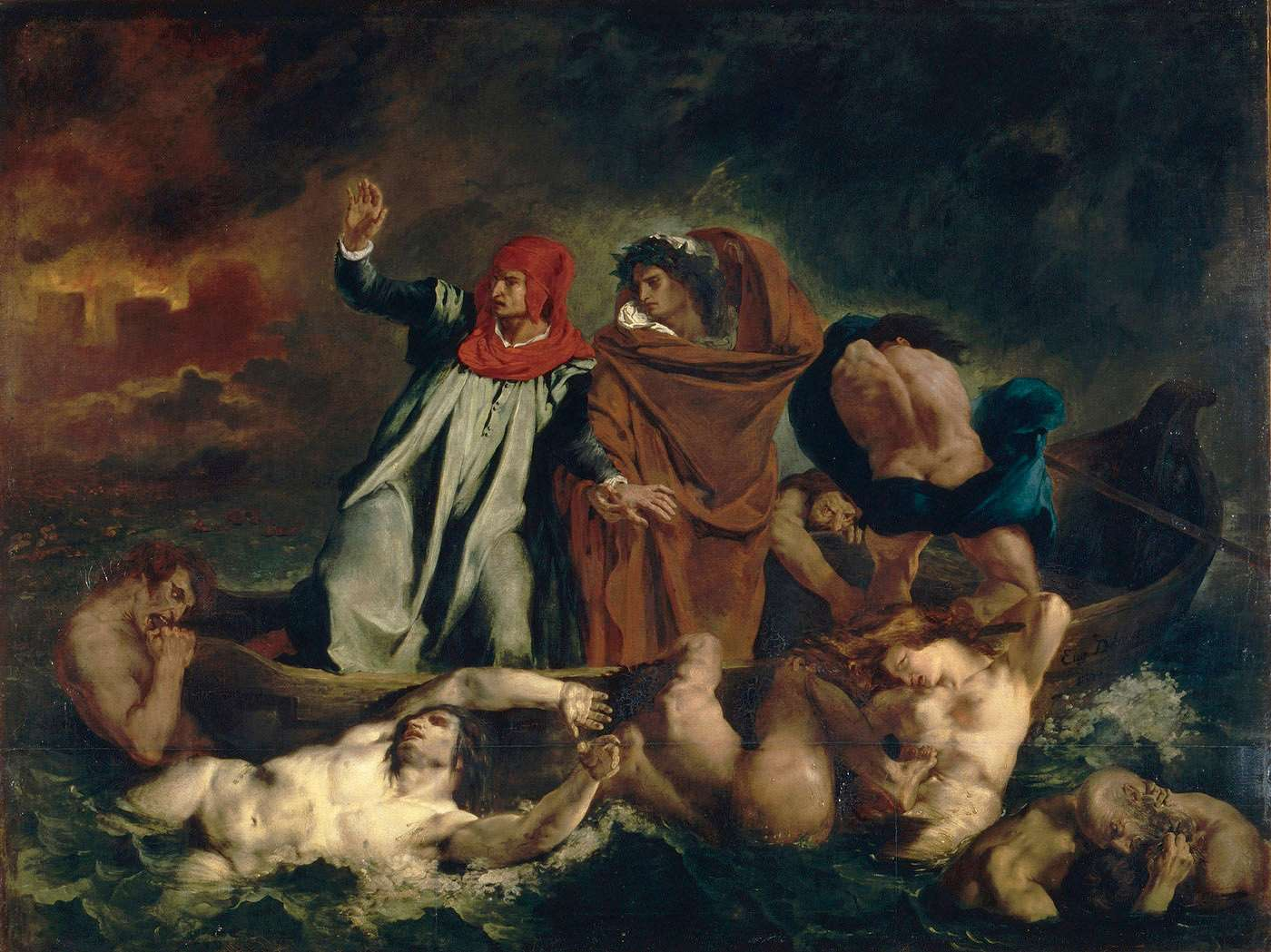
Dante und Vergil in der Hölle, Gemälde von Eugène Delacroix, 1822.

Integriert in die Komposition verbindet Conrad einzelne Beobachtungen, Ereignisse und Figuren mit mythischen Bildern, so dass Marlows Bericht sich erweitert zu einer überhistorischen Erzählung von menschlichem Elend und Schicksalskräften.
Conrad spielt z. B. mehrfach auf Dantes Göttliche Komödie an, die als dritte Ebene die Ordnungsprinzipien von Rahmenhandlung und Binnenerzählung noch überlagert: In den „das Tor zur Finsternis“ hütenden Brüsseler Schwarzstrickerinnen und in der Warnung bei Annäherung an Kurtz’ Lager klingt die Warnung über Dantes Höllentor an: „Lasst, die ihr hier eingeht, alle Hoffnung fahren.“ Die von den Stromschnellen des Kongo erzwungene Wanderung über Land zur nächsten Handelsstation erinnert an Dantes und Vergils Wanderung im finsteren Wald. In der ersten Handelsstation im Innern arbeiten die Weißen mit sinnlosen Sprengungen daran, ein „riesiges künstliches Loch“ in die Erde zu versenken, ähnlich der Architektur von Dantes Hölle, die bis zum Mittelpunkt der Erde reicht – Marlow hat einen Moment das Gefühl, wie Dante zum Erdmittelpunkt aufzubrechen. Die Seufzer der im „Todeshain“ sterbenden Sklaven erinnern an die Qualen in fast allen Kreisen der danteschen Höllenkreise, die Totenstadt an Brüssel usw. – eine nur für die happy few verständliche Referenz der geschilderten menschlichen Katastrophe.
Wie schon die drei Schwarzstrickerinnen mit den Attributen der Moiren, der griechischer Schicksalsgöttinnen, so besitzt auch der „Hauptbuchhalter der Gesellschaft“ in der ersten Zwischenstation auf Marlows Reise auffällige Ähnlichkeit mit einer Figur der griechischen Mythologie: Wie Apollon ist er eine völlig unerwartete „Vision“, eine „Wundererscheinung“ und „ungeheuerlich“: Er trägt seine Lieblingswaffe hinter dem Ohr (einen Federhalter statt eines Pfeils), verfügt über Heilkräfte (ein todkranker Agent wird in sein Büro gerollt), kann weissagen (Marlow werde Kurtz treffen) und sorgt unter den Menschen charakterstark für Gerechtigkeit (er führt seine Bücher ungewöhnlich korrekt). Apollon wird auch als Lenker von Helios’ Sonnenwagen gesehen, als Verkörperung der Schönheit verehrt und führt stets einen Lorbeerzweig mit sich – der Buchhalter trägt eine fast völlig weiße Kleidung, hat gescheitelte und gegelte Haare, duftet nach Parfüm und trägt einen grüngefütterten Sonnenschirm.
Auch die den Dampfer in Kurtz’ Station empfangende Harlekin-Figur hat aus dem Rahmen fallende und unerwartete Merkmale, die für den Handlungskern ohne Belang, aber damit einen Hinweis auf ein verborgenes Skript sind: Er ist überraschend jung und wortgewaltig, will als Dieb nicht bekannt werden, rühmt seinen vom donnermächtigen Kurtz erweiterten Horizont, trägt Schnürsandalen und einen auffälligen Hut – ein rätselhafter Wanderer, den einmal wirklich getroffen zu haben Marlow im Rückblick unsicher wird. All das erinnert an den immer flüchtigen Götterboten Hermes der griechischen Mythologie, den Gott der Redekunst, der Diebe und der Kaufleute.
Das mythologische Figurenspiel wird mit dem Auftritt der tuchgeschmückten und durch Helmfrisur und Messing-Gamaschen geschützten schwarzen Partnerin von Kurtz fortgesetzt, eine afrikanische Athene, Göttin der Weber und des strategischen Kampfes, die neue Befehlshaberin des Widerstands aus dem Dschungel, sowohl Hoheit als auch Unheil verkündend, „primitiv und herrlich, funkeläugig und grandios.“

## Rhetorik des Zweifels

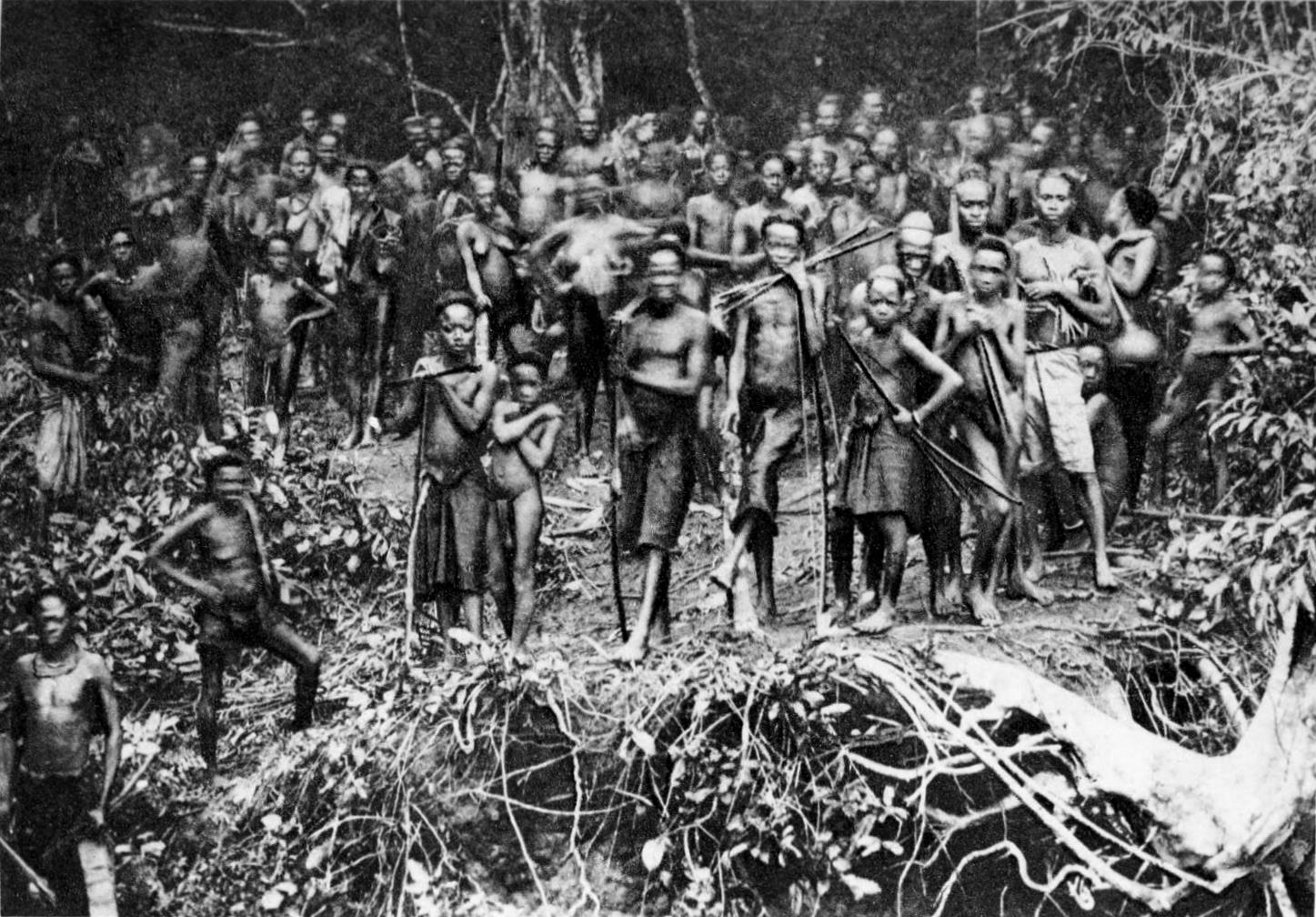
Bewaffnete Bewohner des Dschungels lassen die Roi des Belges passieren (Foto von 1888).

Programmatik und Ambivalenz der Erzählung prägen auch ihre Sprache. Schon mit der Anfangsbeschreibung der Themse durch den anonymen Erzähler vor Marlows Kongo-Bericht beginnt die Personifikation von Natur, ihre aktivische Aufwertung sowohl als Diener der Guten wie als Gegner der Bösen: Die unermessliche Front der Bäume hüllt sich anfangs in ein geheimnisvolles, undeutbares Schweigen. Aber schnell wird aus Stille, Undurchschaubarkeit und Schweigen, ab und an zerrissen durch einen Verzweiflungsschrei, eine sich sammelnde Energie und schließlich ein Angriff aus dem Dschungel. Der zunehmende Widerstand durch einen handelnden, sich wehrenden Dschungel gefährdet nicht nur die kleine Dampferexpedition, sondern das ganze von ihm symbolisierte Kolonialprojekt. Die kolonialen Agenten beginnen zu sterben, ihr häufiger Tod symbolisiert das mögliche Scheitern. 
Die innere Ablehnung der belgischen Barbarei findet ihren Weg in die oft ironischen Bemerkungen Marlows: an der Küste geht „der flotte Tanz des Todes und des Handels“ weiter, da dienen die Angestellten „der edlen Sache“, „die lustigen Pioniere des Fortschritts (trinken) ihr lustiges Lagerbier“, ausgemergelte und mit schweren Ketten aneinander gefesselte Sklaven sind in der „erhabenen Pflegschaft“ eines Bewachers, die Pünktlichkeit der Bezahlung schwarzer Hilfskräfte macht einer „ehrbaren Handelsgesellschaft Ehre“, Marlow kehrt einem Distriktdirektor „den Rücken zum Zeichen meiner besonderen Hochachtung“ zu usw. Marlows Ambivalenz diesem Projekt gegenüber verdichtet sich auch in den Oxymora, mit denen er Kurtz und seine Anhänger beschreibt: als „ungläubige Pilger“, mit „eiferndem Fatalismus“, mit Kurtz als „jämmerlichem Jupiter“ und in Kurtz’ mit letzter Anstrengung geäußertem „Schrei, der nicht mehr war als ein Hauch: ‚Das Grauen! Das Grauen!‘“

## Marlows Reise zu sich selbst

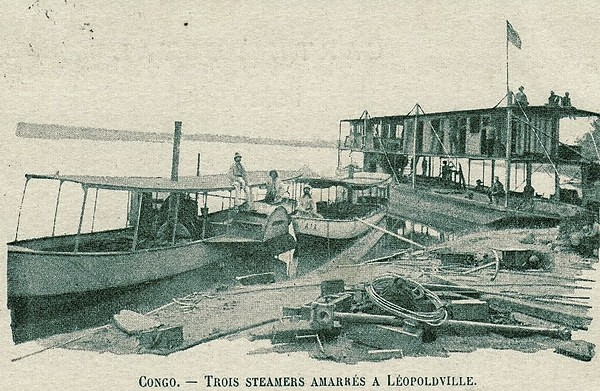
Rechts im Bild die doppelstöckige Roi des Belges (Foto 1889)

Marlows Reisebericht ist auch eine „Entdeckungsreise ins Ungewisse der eigenen Existenz, in die Untiefen des Halb- und Unterbewussten, in das finstere Labyrinth von Lüge und Schuld.“ Von Anfang an ist die Marlow-Figur ambivalent, ein Kritiker bloß räuberischer Eroberungen und zugleich Befürworter eines gemäßigten Kolonialismus. Da für Marlow ein Prozess der Zivilisierung Eroberungen legitimiert, registriert er aufmerksam alle Hinweise auf die außergewöhnlichen Fähigkeiten von Kurtz, den Leiter der wichtigsten Handelsstation im Elfenbeinland. Kurtz wird ihm als positiver Kolonisator und als begnadeter Prediger vorgestellt, dem einmal zuzuhören immer mehr Marlows Ziel wird: „‚Sagen Sie mir bitte‘, ersuchte ich ihn, ‚wer ist dieser Herr Kurtz?‘ (…) ‚Er ist ein Wunder‘, sagte er schließlich. ‚Er ist ein Gesandter der Barmherzigkeit und der Wissenschaft und des Fortschritts (…) Zur Durchführung der guten Sache.‘ (…) ein ‚Universalgenie‘“, aber „Kurtz, das obskure Objekt seiner Neugierde, bleibt eine rätselhafte Chiffre“: Wegen Kurtz’ tödlicher Krankheit kann Marlow kaum mehr mit ihm reden und seine bleibenden Eindrücke von Kurtz sind seine betörende Stimme, seine ausgemergelte Gestalt und seine durch die späte Einsicht in sein grausiges Wirken verursachte Seelenqual.

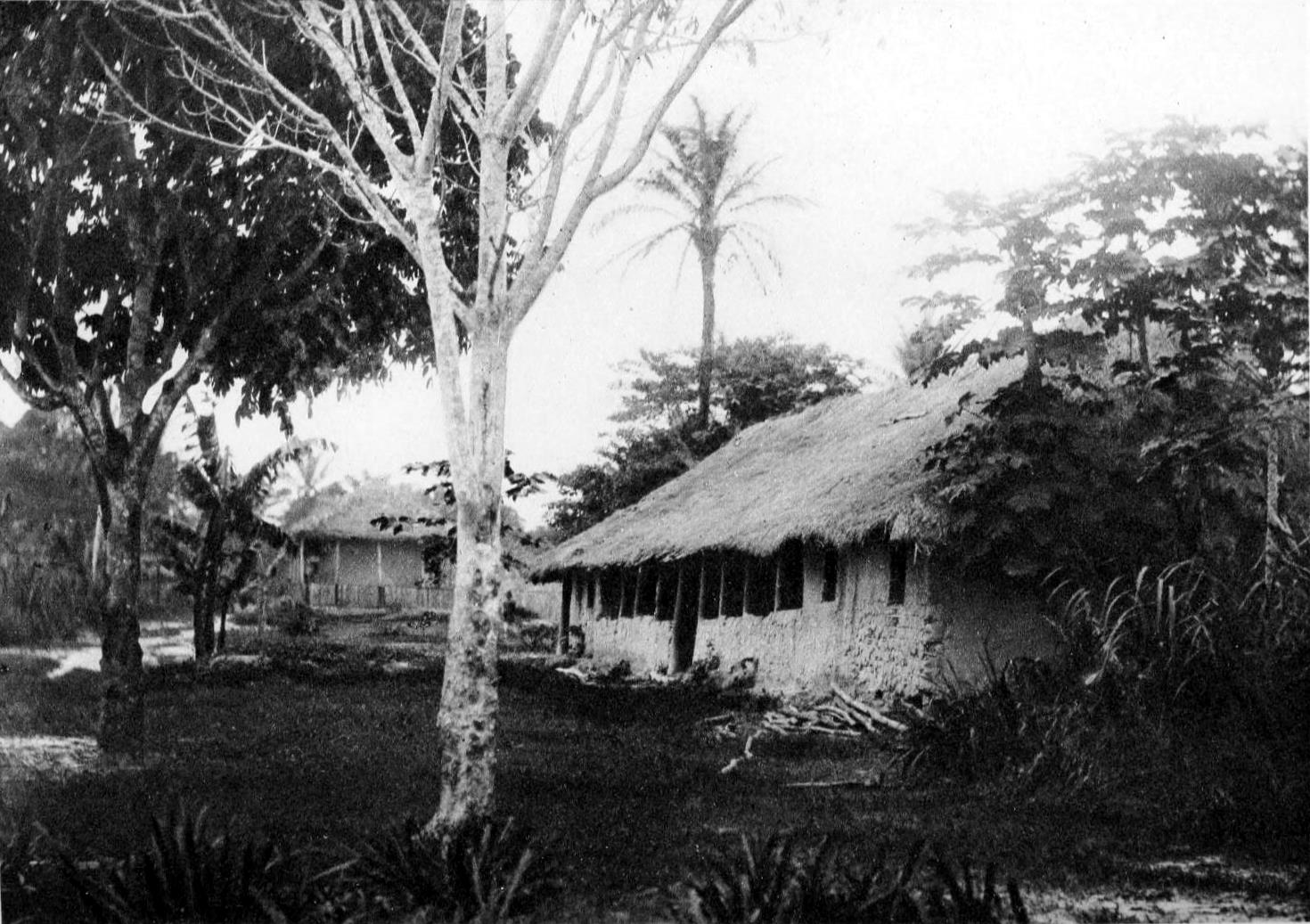
Belgische Handelsstation am Kongo, 1889.

Das Land bekommt den Weißen nicht und statt dass sie es besitzen, ergreift es Besitz von ihnen und korrumpiert sie durch unstillbare Gier. In dieser Lage, von allem Vertrauten abgeschnitten, fühlt auch Marlow den ihm angekündigten Sog innerer Veränderung zum Bösen, gegen den er sich nur mühsam, wie in Trance, wie in einem Alptraum stemmen kann. Marlow, der von Lügen krank wird, spürt „Ungereimtheit, Überraschung und Bestürzung“ – sowohl über die Wirklichkeit und Wahrheit des verbreiteten Terrors als auch über seine voreilige inhumane Selbstgewissheit – zeitweilig waren die Eingeborenen ja auch für ihn keine Menschen. Indem Marlow sein eigenes Zögern, die Gefahr seiner moralischen Entwurzelung reflektiert, kann er seine Integrität noch mit letzter innerer Kraft retten, sich den Schleier der inhumanen Verblendung von den Augen reißen und die Wahrheit erkennen. Die Situation damals erscheint Marlow mehrfach wie ein Traum oder Alptraum, und rückblickend stößt er in seinem Bericht immer wieder in Bereiche vor, die für ihn sprachlich kaum mehr zu erfassen sind, Neuland auch hier, wo er dann daran zweifelt, seine Eindrücke den Zuhörern noch verständlich darstellen zu können.
In dieser im Dschungel mühsam errungenen Klarheit sieht er einerseits Kurtz’ Verbrechen, andererseits aber auch dessen große, einem aufgeklärten Kolonialismus nützliche Fähigkeiten. Kurtz, der ihm nur noch als ein „scheußliches Gespenst“, als „hohler Scharlatan“ gilt, ist für Marlow Opfer einflüsternder Umstände, die seine hohle und „unbotmäßige Seele über die Schranken erlaubten Trachtens hinausgelockt“ haben. Kurtz bedauert vor seinem Tod, der Gier und dem Grauen gedient zu haben – diese Selbstkritik ist in den Augen Marlows letztlich ein respektabler moralischer Sieg. Weil er aus eigener Erfahrung glaubt, Kurtz annähernd zu verstehen, wird er nun von den anderen Weißen „mit Kurtz auf einen Haufen geworfen“ und als Kurtz’ verteidigender „Freund“ sitzt Marlow am Ende der Reise zwischen allen Stühlen.

## Kolonisierung oder Barbarei

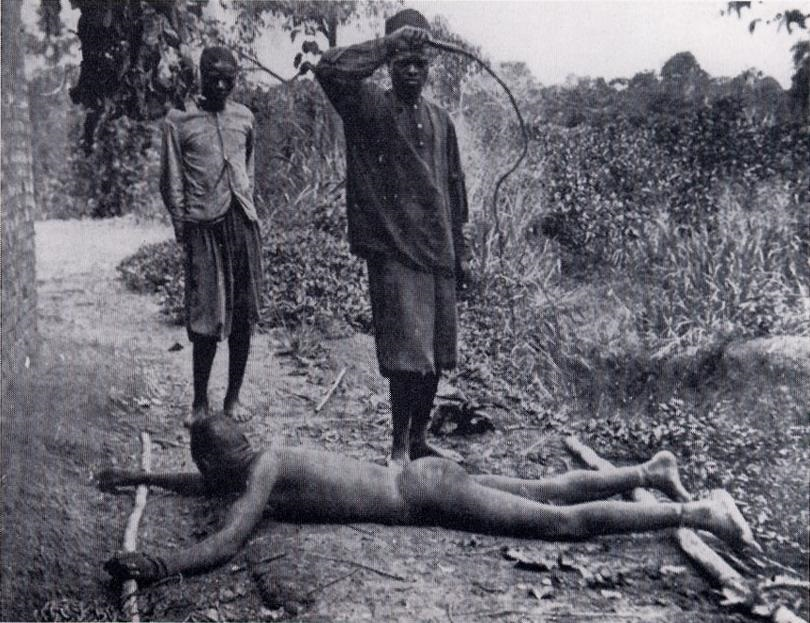
Auspeitschung eines Kongo-Sklaven mit der Chicotte, der Nilpferdpeitsche.

Marlows Erzählung wendet sich zwar gegen die belgische, die barbarische Form des Kolonialismus, aber nicht gegen den Kolonialismus an sich, den er unter der Bedingung eines Transfers von Zivilisation positiv bewertet. Marlow ist schockiert über die nicht nur, aber vor allem von Kurtz angewendete Gewalt, die auch aus Sicht seines direkten Vorgesetzten den Distrikt durch Ausplünderung zugrunde gerichtet hat. Allerdings erwarten die Angestellten der Handelsgesellschaft, dass Kurtz wegen des Umfangs seiner Elfenbeinablieferungen schon bald in der Hierarchie aufsteigen werde – das belgische System lebt eben mit der und durch die Gewalt.

Ein Vater starrt auf Hand und Fuß seiner fünfjährigen Tochter, die von schwarzen Söldnern zur Steigerung der Ablieferung von Kautschuk getötet wurde – Fotografie von 1904. Nsala of Wala in the Nsongo District (Abir Concession) von Alice Seeley Harris.

Die Eroberung der südlichen Hälfte Englands durch die Römer 1800 Jahre zuvor ist für Marlow ein Beispiel für eine nur räuberische Eroberung statt einer das eroberte Land entwickelnden Kolonisierung, die, wie die Geschichte beweise, auch in der englischen Finsternis genügend Potenzial gefunden hätte. Ein langfristiger Nutzeffekt ist für Marlow das Kriterium für die Unterscheidung der beiden Arten des Kolonialismus, das Kurtz bei seinen Zerstörungen nicht beachtet habe. Nur durch den „selbstlosen Glauben an die Idee“, an den Prozess der Zivilisierung, und nur mit Zügelung der Gier ist für ihn die Eroberung der Welt zu rechtfertigen.
Voraussetzung aller Nutzbarmachung ist die Einsicht in die Menschennatur der Eingeborenen, die Marlow anfangs schaudern lässt: „Wisst ihr, das war das schlimmste – dieser Verdacht, sie seien nicht unmenschlich.“ Er akzeptiert schließlich ihre Lebensweise als eine andere Art menschlich zu fühlen, zu feiern und auch vor der Übermacht der Weißen zu fliehen und erklärt sich das als eine historisch „entfernte Verwandtschaft“ aus der „Nacht des frühesten Zeitalters“. Einen möglichen Nutzeffekt, einen langfristigen Gewinn sieht Marlow in der Arbeitskraft der Eingeborenen, die durch Ausbildung, durch einen Prozess methodischer Zivilisierung die Ausführung wichtiger Aufgaben erlernen könnten. Qualifizierung ist für Marlow der Kern der Zivilisierung, nicht die Unterbindung fremder Bräuche: aus den Eingeborenen werden durch „veredelnde Kenntnisse“ Männer, „mit denen sich arbeiten ließ“, wodurch ein „geheimes Band“ zu ihnen entsteht. Während die Kannibalen auf dem Dampfer ihren Menschenhunger bezähmen können, erscheinen Marlow Blutdurst und Vernichtungslust der Weißen völlig enthemmt – sie sind die eigentlichen Barbaren.
Diese Zuschreibung menschlicher Eigenschaften an die Eingeborenen und sein Entsetzen über ihre Behandlung durch die schwarzen Soldaten hindern Marlow allerdings nicht, von „Gesichtern gleich grotesken Masken“, von Menschen mit „wild geblähten Nüstern“, von „Menschenmaterial“, von „plattfüßigen Negern“, von einem „Negerschwachkopf“ zu reden und sie mit dressierten oder gezähmten Tieren zu vergleichen, was nur eine Kleinigkeit weniger verachtungsvoll als „Vieh“ und „Bestien“ der anderen Weißen ist.

## Biografische Zusammenhänge

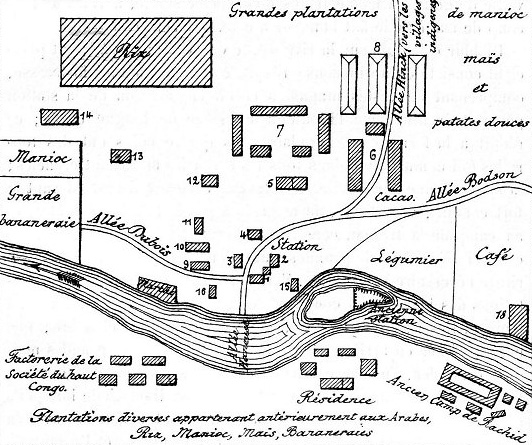
Plan der Handelsstation Stanley Falls (heute Kisangani)

Bis zum Ende seiner Zeit als Seemann 1894 hat Conrad als Offizier auf Handelsschiffen auf dem Weg nach Asien mehrfach Afrika umrundet und reiste 1890 von der Küste stromauf in das von Belgien als Kolonie ausgeplünderte Kongogebiet. Auch Details der Erzählung tragen autobiografische Züge: Conrad war mehrfach Gast auf der Segeljacht Nellie von G. F. Hope; seine in Brüssel lebende Tante stellte den Kontakt zu Albert Thys her, dem Direktor der belgischen Kongo-Gesellschaft Société Anonyme Belge pour le Commerce du Haut-Congo, wodurch er während seiner Reise bei den anderen Angestellten als protegiert galt; der von ihm mit einem 3-Jahres-Vertrag zu übernehmende Flussdampfer war tatsächlich havariert, konnte aber nicht wieder flott gemacht werden; Conrad fuhr als Steuermann zunächst unter dem Kommando eines dänischen Kapitäns, nach dessen Erkrankung auch selbständig auf einem kleinen Dampfboot, der Roi des Belges, 1600 Kilometer den Kongo hoch bis zum Stützpunkt Stanley Falls, aus dem in der Erzählung Kurtz’ Station wird. Eingeborene sind auf dem zweistöckigen Schiff angeheuert worden, um nachts Brennholz für die Kessel des Flussdampfers zu schlagen; Stücke von Messingdraht galten am Kongo als Zahlungsmittel. Auch Marlows Fieberanfälle gegen Ende der Reise und die gleichsam traumhaft-schwebenden Passagen der Erzählung haben eine reale Vorgeschichte: "Er erkrankt schwer an Ruhr und Malaria. Als er auf dem Karawanenpfad nach Matadi geschafft wird, ist er dem Tod nah. (…) Von seinem Kongoabenteuer bleiben ihm eine zeitlebens zerrüttete Gesundheit und alptraumhafte Erinnerungen."

## Historische Zusammenhänge

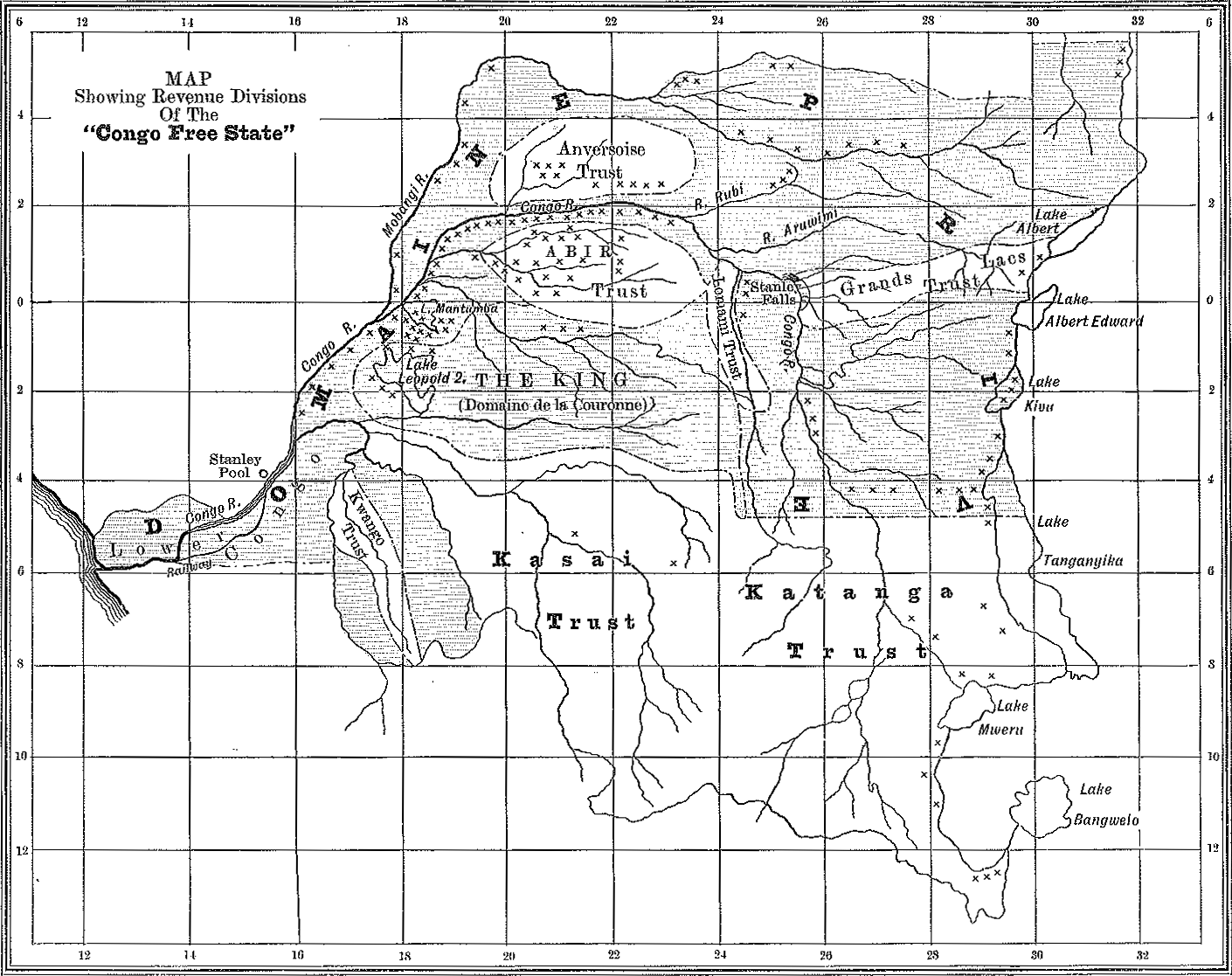
Gebiete der Konzessionsgesellschaften im Kongo-Freistaat. Karte aus einem Werk von 1906 von E. D. Morel.

Unter anderem durch die geografisch und missionarisch inspirierten Entdeckungsreisen von David Livingstone seit Mitte des 19. Jahrhunderts und durch seine Rettungsexpedition 1870/71 unter Leitung des Journalisten und Afrikaforschers Henry Morton Stanley wurde die öffentliche Aufmerksamkeit in Europa auf das Kongogebiet gelenkt. Da die englische Regierung kein Interesse an einer weiteren Überdehnung ihres Kolonialreiches zeigte, ergriff der junge belgische König Leopold II. die Chance und beauftragte Stanley mit einer erneuten Reise in den Kongo, um Land für die belgische Krone zu erwerben. Parallel zu der faktischen Vorbereitung der Ausbeutung des erworbenen Landes wurde mit der Gründung der Internationalen Afrika-Gesellschaft das ökonomische Interesse unter dem Mantel geografischer sowie wissenschaftlicher Forschung und christlicher Missionierung verborgen. Auf der internationalen Kongo-Konferenz in Berlin gelang es Leopold II. 1884/85 sogar, sich die riesigen Erwerbungen als Privatbesitz bestätigen zu lassen.
Durch die Gründung mehrerer Handelsgesellschaften wurde dann die Infrastruktur der ökonomischen Ausbeutung geschaffen: die Kolonialarmee der Force Publique, ein Wege- und Eisenbahnnetz, Handels-, Verwaltungs- und Missionsstationen. Am Ende der 1880er Jahre war das damals schon als Kongogräuel bekannte System zur Ausbeutung der Vorkommen an Elfenbein und Kautschuk weitgehend implantiert. Aber das Terrorregime mit mehreren Millionen toter Kongolesen führte ab der Jahrhundertwende zu wachsenden internationalen Protesten: Neben Edmund Dene Morel, einem Whistleblower aus einer Handelsgesellschaft, neben dem schwarzen Missionar William Henry Sheppard und dem von der englischen Regierung ausgesandten Beobachter Roger Casement beteiligten sich auch Mark Twain und Joseph Conrad an der Kampagne zur Beendigung des extrem grausamen belgischen Kolonialismus, Conrad als einer der ersten mit der Veröffentlichung von Herz der Finsternis 1899.

### Literatur

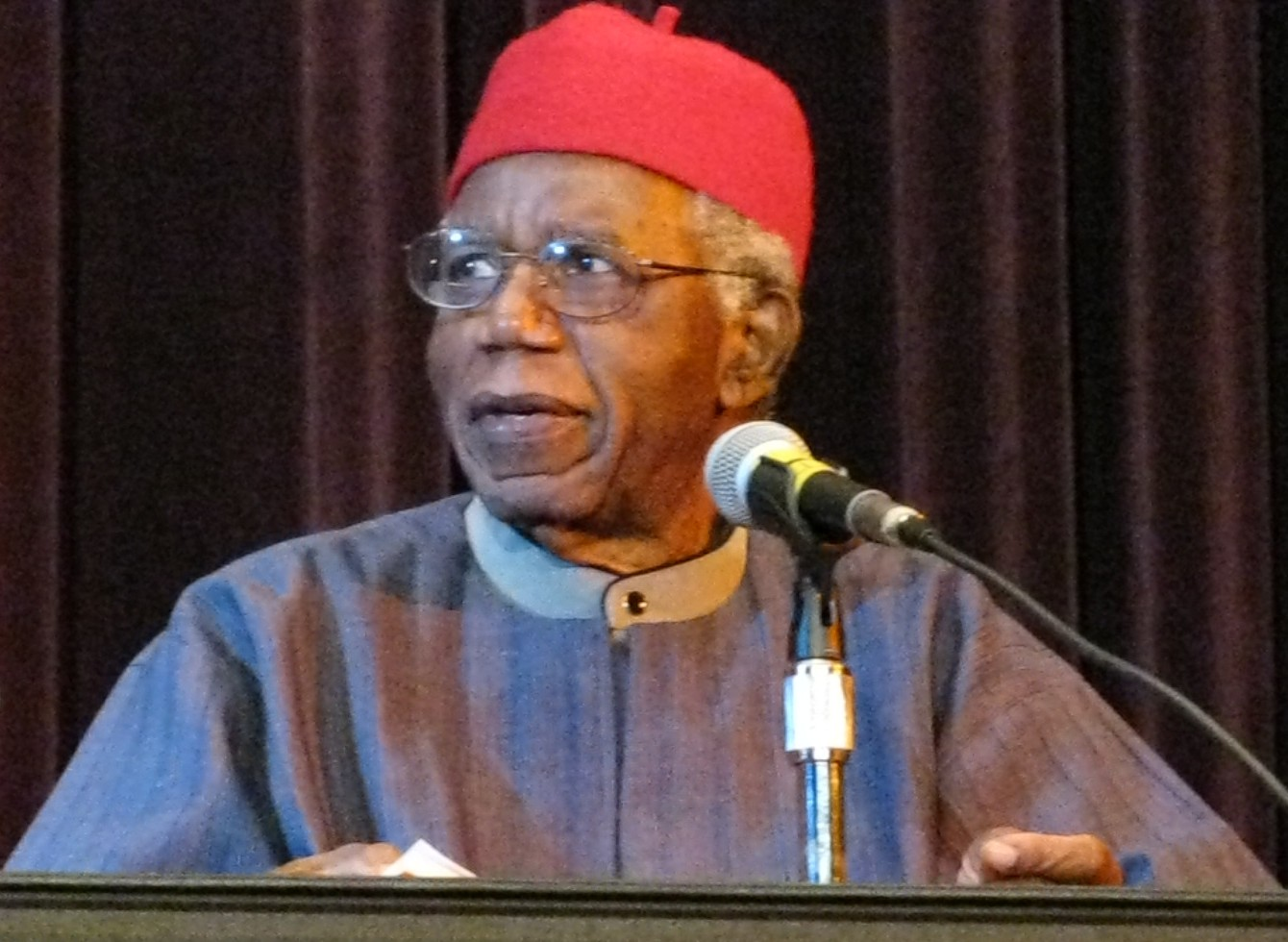
Chinua Achebes Thesen von 1975 über Conrads Rassismus im Herz der Finsternis führten zu einer jahrzehntelangen Debatte.

## Rezeption und Kritik

### Film
Orson Welles hatte bereits 1940 eine Verfilmung des Stoffs erwogen, den Plan aber dann verworfen. Die erste Verfilmung erfolgte 1958 unter dem Originaltitel innerhalb der US-amerikanischen Reihe Playhouse 90, die die ambitionierte Literaturverfilmung für das Fernsehen präsentierte. Regie führte der erst 26-jährige Ron Winston, es spielten u. a. Roddy McDowall als Marlow, Eartha Kitt als Queenie und Oskar Homolka als Doktor. Kurtz wurde von Horror-Altstar Boris Karloff verkörpert.
Der Film Aguirre, der Zorn Gottes von Werner Herzog mit Klaus Kinski aus dem Jahr 1972 ist zu großen Teilen von Conrads Buch inspiriert.
Die bekannteste Umsetzung des Stoffes ist Apocalypse Now von Francis Ford Coppola aus dem Jahr 1979, der die Geschichte in den Vietnamkrieg transportierte und mit großem Staraufgebot (Marlon Brando, Martin Sheen, Robert Duvall und Dennis Hopper) als Antikriegsfilm in die Kinos brachte.
Das Thema der Erzählung wurde in einer Episode von Miami Vice aufgegriffen: Pakt mit dem Teufel (Staffel 1, Episode 2, englischer Originaltitel: Heart of Darkness). Im Zentrum steht ein Under-Cover-Agent des FBI, der offenbar die Seite gewechselt hat und dessen Methoden unorthodox-gewalttätig geworden sind. Einige Dialogstellen kann man als Anleihen an Apocalypse Now sehen, etwa wenn der FBI-Agent zur Rede gestellt wird und sich mit den Worten „I have seen things“ (31. Filmminute) für seine Methoden rechtfertigt.
Die Erzählung wurde 1993 unter dem Titel Heart of Darkness von Nicolas Roeg mit Tim Roth, John Malkovich und Iman Abdulmajid in den Hauptrollen als Fernsehfilm verfilmt.
Der kolumbianische Abenteuerfilm Der Schamane und die Schlange von 2015 ist keine Nacherzählung, hat aber Parallelen zu Herz der Finsternis: die Flussfahrt ins Unbekannte, die dem Wahnsinn verfallenen Kolonialisten und die Ausbeutung von Mensch und Natur.

### Andere
Das Schauspiel Bonn führte 2015 eine Bühnenadaption der Erzählung von Jan-Christoph Gockel und David Schliesing auf.
Wolfram Lotz schrieb das Hörstück Die lächerliche Finsternis als Fortsetzung von Conrads Erzählung. Es wurde beispielsweise im Deutschlandfunk als Hörspiel ausgestrahlt und als Drama am 6. September 2014 am Akademietheater Wien uraufgeführt.
Die Computerspiele Far Cry 2 (2008) und Spec Ops: The Line (2012) wurden von der Erzählung inspiriert. Während Far Cry 2 einen fiktiven, von Bürgerkrieg zerrütteten afrikanischen Staat als Schauplatz wählt, verlegt Spec Ops: The Line das Geschehen in ein von Sandstürmen vollkommen zerstörtes Dubai.

## Ausgaben

### Deutsche Übersetzungen
- Herz der Finsternis, Lizenzausgabe der Süddeutschen Zeitung, SZ Bibliothek. Auf Grundlage der Textfassung der 2004 im Diogenes erschienenen Ausgabe, Diogenes Verlag AG Zürich 2004, ISBN 3-937793-18-6 (Zitiert als: Conrad, Diogenes-SZ-Ausgabe)
- Das Herz der Finsternis. In: Jugend. Drei Erzählungen. Berechtigte Übertragung aus dem Englischen von Ernst W. Freißler. S. Fischer, Berlin 1926, S. 49–180.
- Das Herz der Finsternis. Erzählung. S. Fischer, Berlin 1933 [erste selbständige Buchausgabe in der deutschen Übersetzung von Ernst W. Freißler].
- Das Herz der Finsternis. In: Wege ohne Heimkehr. Novellen. Aus dem Polnischen übersetzt von Waldemar Krause unter Mitarbeit von Bernhard von Rautenberg-Garcynski. Union, Berlin 1958, S. 5–135.
- Herz der Finsternis. In: Jugend. Herz der Finsternis. Das Ende vom Lied. Deutsch von Fritz Lorch. Frankfurt am Main: S. Fischer, 1968, S. 59–191.
- Herz der Finsternis. Erzählung. Aus dem Englischen übertragen von Elli Berger. In: Erzählungen I: Der Nigger von der „Narcissus“. Jugend. (Ein Bericht). Herz der Finsternis. Dieterichssche Verlagsbuchhandlung, Leipzig 1979.
- Herz der Finsternis. Übersetzt und herausgegeben von Daniel Göske (= RUB. Nr. 8714). Reclam, Stuttgart 1991.
- Herz der Finsternis. Übersetzung und Nachwort von Reinhold Batberger (=Bibliothek Suhrkamp. Bd. 1088). Suhrkamp, Frankfurt am Main 1992.
- Herz der Finsternis. Mit dem „Kongo-Tagebuch“ und dem „Up-river Book“ sowie einem Nachwort im Anhang neu übersetzt von Urs Widmer. Haffmans, Zürich 1992 [Joseph Conrads Werke. „Zürcher Ausgabe“ in neu übersetzten Einzelbänden], ISBN 3-251-20123-9.
- Herz der Finsternis. Roman. Nachwort von Tobias Döring. Neuübersetzung aus dem Englischen von Sophie Zeitz. dtv, München 2005 (dtv 13338).
- Herz der Finsternis. Jugend. Das Ende vom Lied. Erzählungen. Aus dem Englischen neu übertragen von Manfred Allie. S. Fischer, Frankfurt am Main 2007.

### Illustrierte Ausgaben
- Herz der Finsternis. Erzählung. Übersetzt und mit einem Nachwort von Urs Widmer [1992]. Mit einundzwanzig Kaltnadelradierungen von Claudia Berg. Büchergilde Gutenberg, Frankfurt am Main ISBN 978-3-7632-5733-1.
- Tom Tirabosco (Zeichnungen) und Christian Perrissin (Text): Kongo, Joseph Conrads Reise ins Herz der Finsternis. Graphic Novel (Übersetzung: Annika Wisniewski) avant-verlag, Berlin 2013, ISBN 978-3-939080-88-6.
- Joseph Conrad’s Heart of Darkness. Adapted by Peter Kuper. Mit einem Vorwort von Maya Jasanoff. W. W. Norton, New York, 2019, ISBN 978-0-393-63564-5.

### Hörbücher und -spiele
- Michael Köhlmeier (Bearbeitung): Herz der Finsternis (Hörspiel), Sprecher: Bernd Rumpf und Hans Gerd Kübel, Regie: Frederik Ribell, Produktion: ORF 1990
- Dirk Schmidt (Bearbeitung): Ins Herz der Nacht (Hörspiel), Sprecher: Patrick Winczewski, Hans Diehl, Michael Ewers, Dieter Mann, Gerd Wameling, Karina Krawczyk, Viktor Neumann, Hans Peter Hallwachs, Christian Koerner, Regie: Thomas Leutzbach, Produktion: WDR 2002
- Herz der Finsternis. Reclam, Stuttgart 2000, ISBN 3-15-120016-8 (Hörbuch gelesen von Christian Brückner; Neuausgabe: Parlando, [Berlin] 2005).
- Herz der Finsternis. Argon, Berlin 2006, ISBN 3-86610-085-X (Gelesen von Manfred Zapatka, Regie: Viktor Pawel).
- Reise ins Herz des Bösen. Hörspiel nach dem Drehbuch für einen unveröffentlichten Film von Orson Welles, Regie: Walter Adler, mit Sylvester Groth, Robert Dölle, Ulrich Matthes u. v. a. m., WDR 2016

## Einzelbelege
1. ↑  Aus einer Vielzahl von Ausgaben wurde eine verbreitete, die Lizenzausgabe der Süddeutschen Zeitung aus der „SZ Bibliothek“, hier den Seitenangaben zugrunde gelegt und zitiert als: Conrad, Diogenes-SZ-Ausgabe.
2. ↑  Vgl. die Angaben in der von Owen Knowles und Allan H. Simmons hrsg. Ausgabe von Heart of Darkness, Cambridge University Press 2018, Introduction S. XXV sowie S. XXXII und A Note on the Text, S. xli f. Die Erstveröffentlichung erfolgte in drei monatlichen Teilausgaben von Februar bis April 1899 in der Annahme, dass eine einzige Gesamtausgabe in einem literarischen Magazin wie Blackwood’s für die Leserschaft nicht zumutbar sei. In nachfolgenden Buchveröffentlichungen wurde diese Dreiteilung im Druck bis in die Gegenwart beibehalten; erst in aktuelleren Editionen wie der CUP-Ausgabe wird der Text wie im ursprünglichen Manuskript im Druckbild zusammenhängend ohne Aufteilung wiedergegeben. Stapleton gibt in The Cambridge Guide to English Literature, CUP 1983 (S. 391) als Datum der Erstveröffentlichung 1902 an, meint damit aber die erste Buchausgabe der Erzählung.
3. ↑  „Herz der Finsternis, vielleicht der schönste Kurz-Roman in englischer Sprache, basiert auf seinen Erfahrungen als Kapitän eines Flussdampfers in Belgisch-Kongo im Jahre 1890.“ (“Heart of Darkness, perhaps the finest short novel in the language, is drawn from his experiences as a captain of a river steamer in the Belgian Congo in 1890.”) George Sampson: The Concise Cambridge History of English Literature, Cambridge University Press, Third Edition Reprinted 1975, S. 868.
4. ↑  In deutschen Ausgaben hat die Erzählung in der Regel um die 100 Druckseiten, die Novellen des Decameron haben in der Regel weniger als 10. (Vergleiche etwa Giovanni di Boccaccio: Das Dekamaron. Deutsch von Albert Wesselski. Erster Band, Insel Verlag: 1978 Frankfurt a. Main)
5. ↑  2015 wählten 82 internationale Literaturkritiker und -wissenschaftler den Roman zu einem der bedeutendsten britischen Romane.
6. ↑  Göske (siehe Literatur), S. 157: „Marlow tritt als Erzähler bereits in der 1898 (…) veröffentlichten Geschichte ’Youth’ (Jugend) und in den späteren Romanen Lord Jim (1900) und Chance (1913; Spiel des Zufalls) in Erscheinung.“
7. ↑  Aufgrund der bekannten Reisen Conrads und seiner Aufzeichnungen ist davon auszugehen, dass der Kongo gemeint ist, den er 1889 bereist hat: „Der Hintergrund aller seiner Romane ist authentisch und kann auf die Geschichte seines Lebens zurückgeführt werden.“ („The backgrounds of all his novels are authentic and can be traced in the story of his life.“) Stapleton, siehe Literatur, S. 192. Ebenso in Sampson, siehe Literatur, S. 868.
8. ↑  Einer ist Direktor von Handelsgesellschaften, der einem Lotsen glich, einer Rechtsanwalt, einer Bücherrevisor (Buchhalter) – Schlüsselfunktionen, denen Marlow auch in seiner neuen Anstellung bei einer der Kongo-Gesellschaften begegnet. Sie werden von Marlow wiederholt adressiert: Conrad, Diogenes-SZ-Ausgabe, S. 5 f., 9, 10, 11, 20, 44, 56, 80, 93 f., 97, 106 f., 120.
9. ↑  Marlow wendet sich anfangs nationalistisch und mit imperialistischer Rhetorik an seine Zuhörer, eine Erzählstrategie oder „Leserfalle“ Conrads für den von ihm angenommenen Leser, den „konservativen, weißen, männlichen Leser von Blackwood’s Magazine (…), um sie am Anfang durch einen falschen Ton des Gewohnten zu beruhigen, (…) ein Beispiel für eine ´Leserfalle´.“ (… an „implied reader, the conservative, white, male reader of Blackwood’s Magazine. (…) in order to lull them into a false sense of security at the outset (… an) example of a ’reader trap’.“) Hampson, siehe Literatur, S. 29.
10. ↑  An diesem Nachmittag saß er wieder „predigend“ in der „Haltung eines Buddhas“ neben seinen Freunden (Conrad, Diogenes-SZ-Ausgabe, S. 10, 12), ein Symbol der „Erleuchtung“ (Göske, siehe Literatur, S. 156 f.) – oder, in modernerer Formulierung, wie ein kritischer „organischer Intellektueller“ der kolonialen Hegemonie. Es ist auch nicht das erste Mal, dass Marlow versucht, seinen Freunden „die Zivilisation“ nahezubringen. (Conrad, Diogenes-SZ-Ausgabe, S. 12.)
11. ↑  Dagegen meint der Autor der Buchvorstellung (siehe Weblinks), die Marlow-Erzählung sei in eine weitgehend nebensächliche Rahmenhandlung eingebunden.
12. ↑  Conrad, Diogenes-SZ-Ausgabe, S. 5 f., 8, 19, 44, 56, 77 f. „Conrad zeigt sein Verständnis der Bedingungen seines Schreibens, indem er sie in der Beziehung Marlows zu seinen Zuhörern spiegelt. Marlows männliche Zuhörer gehören, wie die Leserschaft von Blackwoods Magazine, zur Klasse der Kolonialbeamten.“ (Conrad shows his understanding of the parameters within he was writing by mirroring them in Marlow’s relation with his audience. Marlow’s audience, like the readership of Blackwood’s Magazine, is made up of males of the colonial service class. In: Hampson, siehe Literatur, S. 33.) Watts besteht darauf, Conrads Position in der Umgebung einer damaligen Hype des viktorianischen Imperialismus als eine relativ progressive zu sehen. (Watts, Introduction, siehe Literatur, S. XII, XXII.) Indem Conrad Marlow dieses Wissen zuschreibt, war Conrad sich demnach seiner politischen Minderheitsposition sehr wohl bewusst.
13. ↑  Conrad (Diogenes-SZ-Ausgabe), S. 78.
14. ↑  „Der ursprüngliche Herr Kurtz war teils in England erzogen worden (…) Ganz Europa war am Zustandekommen des Herrn Kurtz beteiligt gewesen.“ (Conrad, Diogenes-SZ-Ausgabe, S. 80 f.)
15. ↑  Vgl. exemplarisch die Darlegungen von Patrick Brantlinger: ‘Heart of Darkness’: “Anti-Imperialism, Racism, or Impressionism?”. In: Criticism, Vol. 27, No. 4, Wayne State University Press, Herbst 1985, S. 363–385, und Martine Hennard Dutheil de La Rochère: Body Politics: Conrad’s Anatomy of Empire in Heart of Darkness. In: Conradiana, Vol. 36, No. 3, Texas Tech University Press, Herbst 2004, S. 185–205. Siehe auch die Diskussion der Intentionen Conrads in Frances B. Singh: The Colonialistic Bias of “Heart of Darkness”. In: Conradiana, Vol. 10, No. 1, Texas Tech University Press 1978, S. 41–54.
16. ↑  Conrad, Diogenes-SZ-Ausgabe, S. 44.
17. ↑  Conrad, Diogenes-SZ-Ausgabe, S. 8 f. Marlow reflektiert mehrfach über das Verhältnis von Oberfläche und wirklicher Bedeutung. (ebenda, S. 47, 59, 80.)
18. ↑  Göske (siehe Literatur), S. 166.
19. ↑  „Marlows tatsächliche Reise von London zum Kongo wird sowohl eine moralische Reise, in der er die Arbeitsweise des Kolonialismus offenbart, als auch eine psychologische Reise – für Marlow selbst, seine Zuhörer und seine Leser.“ („Marlow’s physical journey from London to the Congo becomes a moral journey in which he confronts the workings of colonialism and a psychological journey undertaken by Marlow, his audience and the reader.“) Hampson, siehe Literatur, S. 24.
20. ↑  Im deutschsprachigen Raum sei Conrad in den letzten Jahrzehnten zum Autor von maritimen Abenteuergeschichten für Jungs herabgesunken. (In: Rezension von "Herz der Finsternis", in: Bücher-Wiki.de, siehe Weblinks.) Diese Einschätzung ist nicht auf Deutschland beschränkt: „Conrad wird berechtigterweise als der beste Autor aller Zeiten für Geschichten über die See und Seeleute betrachtet.“ ("Conrad is rightly regarded as the best writer about the sea and seamen who has ever lived.") Sampson, siehe Literatur, S. 868.
21. ↑  „Indem Conrad diese in ihrer Zerrissenheit glaubwürdige Erzählerfigur (und seine Zuhörer) ’zwischenschaltete’, gewann er den nötigen Abstand zu seinen eigenen traumatischen Erlebnissen und überwand gleichzeitig die engen Grenzen des moralischen Traktats oder der zu faktischer Detailtreue verpflichtenden antikolonialistischen Studie. (…) Er öffnet seinen Zuhörern die Augen.“ (Göske, siehe Literatur, S. 157 f.) „Marlow diente zum Teil als Maske, durch die hindurch Conrad flüssiger und vielfältiger sprechen konnte.“ („Marlow served, in part, as a mask through which Conrad could speak more fluently and diversely.“) Watts, Introduction, siehe Literatur, S. XVI.
22. ↑  Kesting, siehe Weblinks.
23. ↑  „Die ’Dunkelheit’ im Titel des Werks hat viele Bedeutungen: moralische Korruption, Nacht, Tod, Ahnungslosigkeit und die umfassende Dunkelheit des Irrationalen und Unaussprechlichen, das Worte dennoch zu fassen versuchen. (…) verdächtige Undurchdringlichkeiten. (…) Vieldeutigkeit, Zweifel, Unsicherheit und eine Vielzahl von Symbolen.“ (“The ’darkness’ of the works title has numerus referents: moral corruption, night, death, ignorance, and that encompassing obscurity of the pre-rational and pre-verbal which words seek to illuminate. (…) conspicuous opacities (…) ambiguity, doubt, uncertainty, and symbolic multiplicity.”) Watts, siehe Literatur, S. XX f.
24. ↑  Conrad, Diogenes-SZ-Ausgabe, S. 21, 27, 55, 57.
25. ↑  Göske (siehe Literatur), S. 160. Conrad (Diogenes-SZ-Ausgabe), S. 52 u. 54 zur Doppelbedeutung: Aus größerer Entfernung richtete Kurtz „seinen Blick auf die Tiefen der Finsternis (…), auf seine leere und einsame Station.“ … Dann verbarg das Land das Böse, „die tiefe Finsternis in dessen Herzen.“ Die ganze Erzählung hindurch wechseln sich die Bedeutungen der Wortverbindung ab. (Conrad, Diogenes-SZ-Ausgabe, S. 11, 12, 30, 42, 52, 54, 57, 77, 96, 110, 119, 125.)
26. ↑  Auch den Eindrücken „weiß“ und „hell“, „licht“ und „Licht“ sind Bedeutungen zugeordnet, die je nach Kontext zwischen dem Guten und Bösen changieren (Conrad, Diogenes-SZ-Ausgabe, S. 5 ff., 9, 11, 12, 15, 19, 21, 27 ff., 77, 119.)
27. ↑  Conrad, Diogenes-SZ-Ausgabe, S. 15 ff., 20, 105.
28. ↑  „Es ist eine Erzählung mit doppeltem Boden. (…) Es handelt sich der Struktur nach um einer Erzählung in einer Erzählung und die Bedeutung einer solchen Struktur wird in Herz der Finsternis deutlich.“ (It is a „doubly oblique narration. (…) The narrative structure is that of ’the tale within a tale’ (…) and whose full potential was to be demonstrated in ’Heart of Darkness’.“) Watts, Introduction, siehe Literatur, S. XI, XIX. Vgl. auch die von Owen Knowles und Allan H. Simmons hrsg. Ausgabe von Heart of Darkness, Cambridge University Press 2018, Introduction S. XVIII ff.
29. ↑  Die Stationen dieser "Lesereise" sind: Themse → Brüssel → Afrika → Brüssel → Themse, ein Schema der Katharsis, der moralischen Läuterung durch narrative Distanz.
30. ↑  Mit diesem doppelten Erzähler distanziert sich Conrad von Marlows Geschichte: „Die vielleicht wichtigste Methode Conrads, als Autor vom Dargestellten abzurücken, ist die Marlow-Figur. (…) Es gibt einen deutlichen Unterschied zwischen Conrad und dem anonymen Erzähler, sodass Marlow von Conrad zweifach distanziert wird.“ („Perhaps the most important way in which Conrad distances himself from his material is through his use of Marlow. (…) There is clearly a displacement between Conrad and the anonymous narrator, so that Marlow is doubly displaced from Conrad.“) Hampson, siehe Literatur, S. 25.
31. ↑  Brüssel war die Zentrale des belgischen Kolonialismus, wo auch die Handelsgesellschaft ihren Hauptsitz hat, für die Marlow arbeitet und Conrad im wirklichen Leben gearbeitet hat. Aber weder der Name der Stadt noch der des Kolonialgebietes oder des großen Stroms werden im Text je genannt. (Conrad, Diogenes-SZ-Ausgabe, S. 115; 15.)
32. ↑  Conrad, Diogenes-SZ-Ausgabe, S. 5, 6, 8, 125.
33. ↑  Conrad, Diogenes-SZ-Ausgabe, S. 55 ff. 58, 64 ff.
34. ↑  Conrad, Diogenes-SZ-Ausgabe, S. 61.
35. ↑  Conrad, Diogenes-SZ-Ausgabe, S. 11.
36. ↑  Conrad, Diogenes-SZ-Ausgabe, S. 85 - 103. Zm Charakter des Harlekins als personifiziertem Götterboten Hermes siehe Abschnitt zu den mythologischen Bausteinen.
37. ↑  Conrad, Diogenes-SZ-Ausgabe, S. 85, 93.
38. ↑  Conrad, Diogenes-SZ-Ausgabe, S. 96 f.; 78, 80, 95, 110, 123. Auch die Zerstörung des Kurtz-Mythos kann als Teil der Struktur gelesen werden: „Marlows Erzählung unterstellt andauend das, was Marlow für Kurtz´ Geschichte hält, die aber nicht wirklich existiert und nie wirklich erzählt wird.“ („Marlow’s narrative plot steadily takes as its story what Marlow understands to be Kurtz’s story, but Kurtz’s story never fully exists, never fully gets itself told.“) Der Höhepunkt von Marlows Reise zeigt sich als sterbender Kurtz, die Erzählung verliert damit ihren sicheren Fokus, wird „oblique narration“, indirekte Erzählung und nutzt „delayed decoding“, eine rückblickende Entschlüsselung. Hampson, siehe Literatur, S. 26 f.
39. ↑  Siehe dazu die von Owen Knowles und Allan H. Simmons hrsg. Ausgabe von Heart of Darkness, Cambridge University Press 2018, Introduction S. XVIII ff. sowie S. XXV. Vgl. ferner Ansgar und Vera Nünning (Hrsg.): Kindler Klassiker: Englische Literatur: Aus sieben Jahrhunderten. J.B. Metzler Verlag, Stuttgart 2015, ISBN 978-3-476-04031-2, S. 131 f.
40. ↑  Göske (siehe Literatur), S. 151 f., Sommermeyer (siehe Literatur), S. 150.
41. ↑  Bei Conrad, Diogenes-SZ-Ausgabe, S. 17, 20, 31 ff., 60 f., 24 ff./20, 26/31 37, 39, 60 f.; 15, 115. Bei Dante liegen die Gesänge 1, 3, und 4, letzterer der erste Kreis der Hölle, in dessen Hain die Geister der Heiden schmachten, sowie die Gesänge 8 und 9 thematisch nahe; natürlich sind auch die fünf Flüsse der Unterwelt eine Parallele zum großen mäandernden Strom von Marlows Reise.
42. ↑  Stendhal beschließt Die Kartause von Parma mit diesem Hinweis auf einen kleinen Kreis von Eingeweihten, der belesenen Elite.
43. ↑  Siehe zu den dargelegten intertextuellen Bezügen auf Dante auch detailliert Kelly Anspaugh: Dante on his Head: ‘Heart of Darkness’. In: Conradiana, Vol. 27, No. 2, Texas Tech University Press, Sommer 1995, S. 135–148. Vgl. ferner Betsy C. Yarrison: The Symbolism of Literary Allusion in ‘Heart of Darkness’. In: Conradiana, Vol. 7, No. 2, Texas Tech University Press 1975, S. 155–164. Siehe auch Richard Rankin Russell: Dante’s Belacqua in Conrad’s ‘Heart of Darkness’: Marlow’s Journey Toward Rejecting Racism. In: Conradiana, Vol. 47, No. 2, Texas Tech University Press, Sommer 2015, S. 133–141.
44. ↑  Conrad, Diogenes-SZ-Ausgabe, S. 15 ff. Marlow trifft die dritte der Moiren mit Kurtz’ „nicht eigentlich jung(er)“ Verlobter, „eines jener Geschöpfe, die nicht ein Spielball der Zeiten sind“, die, wieder schwarzbekleidet und mit einem „äschernen Schein“, auf ihn „zu schwebt“. Er besucht sie nach seiner Rückkehr in Brüssel, als er ihr die letzten von Kurtz’ Papieren in sich verdichtender Dunkelheit übergibt, um ihn endgültig loszulassen. (Conrad, Diogenes-SZ-Ausgabe, S. 120 ff.)
45. ↑  Conrad, Diogenes-SZ-Ausgabe, S. 28 ff. Moormann, siehe Literatur, S. 91 ff.
46. ↑  Die Harlekin-Figur ist, obwohl für die Dramaturgie scheinbar ohne Belang, einer realen Person nachgebildet: "Diese Conradsche Novellengestalt ist nichts anderes als ein Porträt Roger Casements, obwohl Conrad nach Dichterbrauch aus dem Iren einen Russen, aus dem dunkelhaarigen Mann einen Blonden macht." Balder Olden: „Paradiese des Teufels. Das Leben Sir Roger Casements“, In: Paradiese des Teufels. Biographisches und Autobiographisches. Schriften und Briefe aus dem Exil, hrsg. von Ruth Greuner (Rütten & Loening, Berlin 1977), S. 96.
47. ↑  Conrad, Diogenes-SZ-Ausgabe, S. 85 -103. Moormann, siehe Literatur, S. 346 ff.
48. ↑  Conrad, Diogenes-SZ-Ausgabe, S. 98 ff, 109. Moormann, siehe Literatur, S. 137 ff.
49. ↑  Marlows „Sprache wird dadurch zum überzeugenden Ausdruck seiner inneren Verwirrung. (…) Sie wirkt oft tastend, unsicher, bruchstückhaft, aber sie ist zugleich durchzogen von meist gegensätzlichen Leitmotiven: Licht und Finsternis, schwarz und weiß (…)“ (Göske, siehe Literatur, S. 159 f.) Die Rezension von "Herz der Finsternis", in: Bücher-Wiki.de (siehe Weblinks) urteilt: „Conrads Sprache ist kristallin und komplex und erschütternd zeitgenössisch.“ Sommermeyer hebt eine moderne Erzähl- und Standpunkttechnik und tiefenpsychologisch einfühlsam gezeichnete Charaktere hervor. (Siehe Weblinks, S. 148.) Der Kommentar im ARD Bildungskanal (siehe Weblinks) schwärmt: Conrad ist „noch heute (…) vielen ein stilistisches Vorbild.“
50. ↑  Conrad, Diogenes-SZ-Ausgabe, S. 6 f.
51. ↑  Der Strom der Themse hat die großen Männer der englischen Geschichte, „auf die die Nation stolz ist“, mit ihren Schwertern und Fackeln der Zivilisation hinaus in die Welt getragen; da aber „die ruhige Wasserstraße, die bis an die äußersten Grenzen der Erde führt“, somit auch den Kongo berührt, werden Ereignisse dort zu einem Thema des britischen Nationalismus: was gehört zum „großen Geist der Vergangenheit“ - und was schadet der Fortsetzung der imperialen Geschichte Englands? (Conrad, Diogenes-SZ-Ausgabe, S. 7, 81, 125.) Zu Notwendigkeit und Methoden der Konstruktion einer weißen Nationalkultur siehe auch Stuart Hall: Das verhängnisvolle Dreieck.
52. ↑  Conrad, Diogenes-SZ-Ausgabe, S. 54, 56, 64, 92, 99, 111.
53. ↑  Conrad, Diogenes-SZ-Ausgabe, S. 64, 68, 70, 75, 96, 104.
54. ↑  Conrad, Diogenes-SZ-Ausgabe, S. 37, 42, 55, 57, 58, 79, 90.
55. ↑  Conrad, Diogenes-SZ-Ausgabe, S. 48, 54, 68, 71 ff., 78 f., 107, 119.
56. ↑  Conrad, Diogenes-SZ-Ausgabe, S. 48, 70, 111. Weil Conrad weder Brüssel, wo die Handelsorganisation ihren Sitz hat, für die Marlow arbeitet, noch den Kongo mit ihren Klarnamen je bezeichnet, ist die Stoßrichtung seiner Kritik auch nicht nur der belgische Kolonialismus. Marlow/Conrad geht es um die exzessive Gewalt, in welchem Kolonialismus auch immer.
57. ↑  Conrad, Diogenes-SZ-Ausgabe, S. 14, 17, 18, 22, 23, 30 f., 54, 76, 78 f., 113, 119.
58. ↑  Conrad, Diogenes-SZ-Ausgabe, S. 14, 22, 67, 69; 21, 32, 39, 84, 101, 103, 109, 110.
59. ↑  Auch hier spielt Conrad ironisch mit dem deutschen Namen: "Kurtz - Kurtz - das hat doch seine Bedeutung, nicht wahr? Nun, der Name war nicht wahrer als alles übrige in seinem Leben - und Tod. Er wirkte mindestens sieben Fuß lang." (Conrad, Diogenes-SZ-Ausgabe, S. 97.)
60. ↑  Conrad, Diogenes-SZ-Ausgabe, S. 37, 48, 90, 97, 112.
61. ↑  Göske (siehe Literatur), S. 156. So auch Kindlers neues Literatur-Lexikon, hrsg. von Walter Jens, Studienausgabe, München: Kindler 1996, Band 4 (Cl - Dz., 1996), S. 146, ISBN 3-463-43200-5
62. ↑  Conrad, Diogenes-SZ-Ausgabe, S. 9 ff.
63. ↑  „Kurtz“ hieß im Manuskript zunächst nach einem ebenfalls realen Handelsagenten „Klein“. (Sommermeyer, siehe Literatur, S. 149.) Die Blutrünstigkeit der Kurtz-Figur scheint dem realen Distriktkommissar Léon Rom nachgebildet. Nach Göske ist der örtliche Leiter der Gesellschaft, Camille Delcommune, mit dem sich Conrad sogleich überwirft, das Vorbild für den Leiter der zweiten Zwischenstation. (Göske, siehe Literatur, S. 154.)
64. ↑  Conrad, Diogenes-SZ-Ausgabe, S. 40, 44; 30, 52 ff., 57, 76 f, 81. Dem Schein der Missionierung wegen nutzt Marlow zur Beschreibung einige Begriffe aus religiösen Zusammenhängen, allerdings fast immer mit ironischem Unterton. (Conrad, Diogenes-SZ-Ausgabe, S. 77, 81, 91, 95, 97, 103, 109.)
65. ↑  Kurtz, als Gegenspieler von Marlow, ist eben nur die Personifizierung eines räuberischen Programms: So Göske (siehe Literatur), S. 162, und auch vom Berg (siehe Weblinks): „Der Bösewicht ist völlig konturlos.“ Reiterer, siehe Weblinks, assoziiert weiter: "Kurtz, in dem man nicht nur ein Porträt des Belgischen Königs erkennen kann, sondern dessen Name auch einen verschlüsselten Verweis auf den Autor (ursprünglich Józef Teodor Konrad Korzeniowski) selbst enthält, bleibt schillernd."
66. ↑  Conrad, Diogenes-SZ-Ausgabe, S. 14, 18, 23, 33, 78, 94.
67. ↑  Conrad, Diogenes-SZ-Ausgabe, S. 18, 30, 33, 44, 55, 64, 80, 95, 101, 104, 107, 113 f.
68. ↑  Conrad, Diogenes-SZ-Ausgabe, S. 39, 43 f., 63.
69. ↑  Conrad, Diogenes-SZ-Ausgabe, S. 22, 26 ff., 32, 56 ff., 77.
70. ↑  „Wisst ihr, das war das schlimmste – dieser Verdacht, sie seien nicht unmenschlich“ - mit diesen Worten gesteht Marlow implizit seinen rassistischen Ausgangspunkt und zugleich seine doppelte humanistische Wende, an der die Schwarzen mehr und mehr Menschen und die Belgier mehr und mehr die Bösen werden. Die entscheidende Einsicht in das Menschsein der Eingeborenen bedeutet für Marlow "einen Appell", eine Position zu beziehen, den er mit seinem Bericht auch verwirklicht. (Conrad, Diogenes-SZ-Ausgabe, S. 58 f.)
71. ↑  Conrad, Diogenes-SZ-Ausgabe, S. 56, 58 f.
72. ↑  Conrad, Diogenes-SZ-Ausgabe, S. 78, 80; 21, 44, 56, 73, 106, 112. Marlow übersteht die Verlockung des moralischen Betrugs und überlebt die schwere Infektion – im Bewusstsein dieser gewonnenen Stärke sitzt er an jenem Nachmittag etwas entfernt von seinen Freunden in der Haltung eines „meditierenden Buddhas“. (Conrad, Diogenes-SZ-Ausgabe, S. 10, 125.)
73. ↑  Conrad, Diogenes-SZ-Ausgabe, S. 44, 58, 69, 73, 78, 89 f., 94, 97, 99, 105, 105, 110, 115, 120. Bezogen auf Kurtz’ Assistenten im Harlekin-Anzug fragt sich Marlow, „ob ich ihn wirklich gesehen habe – ob es möglich war, solch einem Phänomen zu begegnen!“ (Conrad, Diogenes-SZ-Ausgabe, S. 103.) In seinem Erinnerungsbuch A Personal Record schreibt Conrad: „Man sollte auch dem letztlich Unerklärlichen sein Recht einräumen, wenn man das Verhalten eines Menschen in einer Welt beurteilt, in der es keine letztgültigen Erklärungen gibt.“ (Zitiert nach Göske, siehe Literatur, S. 146.)
74. ↑  Conrad, Diogenes-SZ-Ausgabe, S. 77, 81, 88, 94 f., 101, 110 f.
75. ↑  Conrad, Diogenes-SZ-Ausgabe, S. 107; 80, 94, 106 ff., 110, 112, 114.
76. ↑  „Da ich selber über die Grenzlinie gespäht, verstehe ich die Bedeutung seines Blickes besser, der die Kerzenflamme nicht mehr sah, doch groß genug war, das ganze Universum zu umfassen.“ (Conrad, Diogenes-SZ-Ausgabe, S. 114.) „Entscheidend ist das Ausmaß, in dem Marlow im Verlauf seiner Reise gegen seinen Willen und nach verzweifelter Gegenwehr fast zu einer Art Komplize, jedenfalls zu einem heimlichen Teilhaber jenes ’ungewöhnlichen Menschen’ wird,“ der Kurtz’ Ruf gegenüber seiner Braut und den anderen Agenten der Handelsgesellschaft verteidigt. (Göske, siehe Literatur, S. 163 ff.)
77. ↑  Conrad, Diogenes-SZ-Ausgabe, S. 101 f., 110, 113 f. Marlow kann nur hoffen, seine Freunde eher zu überzeugen, indem er Kurtz’ Gewaltexzesse nachvollzieht und sie "versteht".
78. ↑  Conrad liefert eine „kritische Bestandsaufnahme der Kolonialpolitik.“ (Georgi, siehe Weblinks.) Unter den vielen Formen des Imperialismus betrachte er den britischen Imperialismus gewiss als den am wenigsten bösartigen. („Certainly, of the various kinds of imperialism, he regarded British imperialism as the least malign.“) Watts, Introduction, siehe Literatur, S. XIII.
79. ↑  Conrad, Diogenes-SZ-Ausgabe, S. 94. Zur Tragweite von Kurtz’ Maßnahmen auch ebenda, S. 91, 100, 107.
80. ↑  Conrad, Diogenes-SZ-Ausgabe, S. 41: Marlow formuliert selbst den systemischen Aspekt der Gewalt: „Kam es denn auf das an, was jemand wusste oder nicht wusste? Kam es darauf an, wer Direktor war? (…) Das Wesentliche dieser Geschichte lag tief verborgen unter der Oberfläche, meinem Verständnis entzogen und auch meiner Einflussnahme.“ (Ebenda, S. 63.) Mit diesem Gedanken des Kolonialismus als einem Gewaltsystem per se geht Marlow in der Erzählung über seine imperialistischen Prämissen hinaus.
81. ↑  „Sie waren keine Kolonisten, ihr Verwalten war lediglich ein Aussaugen und sonst nichts (…) – nichts, dessen man sich rühmen dürfte.“ (Conrad, Diogenes-SZ-Ausgabe, S. 9 f.)
82. ↑  „Was uns rettet, ist der Nutzeffekt, die Vergötterung des Nutzeffekts.“ Aber Marlow begreift, dass er im Kongo im Gegenteil Bekanntschaft mit einem „kurzsichtigen Teufel raubgierigen und erbarmungswürdigen Wahnsinns machen würde.“ (Conrad, Diogenes-SZ-Ausgabe, S. 10; 26 und 49.)
83. ↑  Conrad, Diogenes-SZ-Ausgabe, S. 11, 59.
84. ↑  Conrad, Diogenes-SZ-Ausgabe, S. 58 f. Die Eingeborenen trotz ihrer fremden Äußerlichkeit und Äußerungsformen als Menschen mit ähnlichen Gefühlen zu sehen, wird für Marlow zum humanistischen Wendepunkt der Ablehnung des terroristischen Kolonialismus, aber nicht zur Forderung gleicher Rechte für Weiße und Schwarze – Marlow bleibt ein Kind seiner Zeit.
85. ↑  Conrad, Diogenes-SZ-Ausgabe, S. 31, 58 f, 66.
86. ↑  Auch die für das Kesselholz zuständigen Kannibalen auf dem Dampfer erweisen sich als anstellig. (Conrad, Diogenes-SZ-Ausgabe, S. 56 f., 66 f., 72, 82, 94, 100 f.)
87. ↑  Fähigkeit und Bereitschaft zur Arbeit sind Marlows Kriterien der Wertschätzung - aus denen eine meist negative Beurteilung der anderen Weißen folgt. (Conrad, Diogenes-SZ-Ausgabe, S. 19, 26 f.,28 f., 32 f., 35, 37, 39, 46 f., 56, 60.)
88. ↑  Conrad, Diogenes-SZ-Ausgabe, S. 56, 60, 67, 82 f.
89. ↑  Conrad, Diogenes-SZ-Ausgabe, S. 67 f., 25, 27, 94, 95.
90. ↑  Conrad, Diogenes-SZ-Ausgabe, S. 59, 70; 28.
91. ↑  (Conrad, Diogenes-SZ-Ausgabe, S. 22, 25, 29, 41, 60, 73 f., 82.) Die sich darin ausdrückende rassistische Haltung ist der Anfang von Marlows moralischer Entwicklung und liegt damit vor seiner „humanistischen Wende“. Ist damit der Autor Conrad ein „Rassist“, wie Chinua Achebe unterstellt? Nur, wenn man den anfänglichen Marlow unter Ignorieren der Komposition (siehe den einschlägigen Abschnitt) als Conrads Sprachrohr missversteht. (Watts, Introduction, siehe Literatur, S. XXII.) Das von Conrad an die Congo Reform Association gelieferte Material wird von E. D. Morel, dem Führer der Congo Reform Association, in seinem Buch King Leopold’s Rule in Africa zitiert und als wichtigste jemals veröffentlichte Schrift zur Unterstützung der Anti-Sklaverei-Kampagne gewertet. („E. D. Morel, leader of the Congo Reform Association, stated that ’Heart of Darkness’ was ’the most powerful thing ever written on the subject’.“) Watts, Introduction, siehe Literatur, S. XXII ff. Die Darstellung im Herz der Finsternis hat „die Soziologin Hannah Arendt (…) als Referenz für ihre Darstellung des Rassismus benutzt.“ (vom Berg, siehe Weblinks.)
92. ↑  Stanley Falls, die spätere Großstadt Kisangani, ist später auch Schauplatz eines europäischen Romans mit offen rassistischem Grundton: 1979 erschien der Roman An der Biegung des großen Flusses von V. S. Naipaul, der 2001 mit dem Nobelpreis für Literatur geehrt worden ist.
93. ↑  Sommermeyer (siehe Literatur), S. 149 und Göske (siehe Literatur), S. 153 f.
94. ↑  Göske, siehe Literatur, S. 155; 153 f.
95. ↑  Auf der Brüsseler Konferenz 1876 verspricht Leopold II., "die Zivilisation dem einzigen Erdteil zu bescheren, den sie noch nicht durchdrungen hat, die Finsternis zu vertreiben, die ganze Völker gefangen hält" - und gibt damit Conrad ein Stichwort für seinen Titel. (Zitiert nach Göske, siehe Literatur, S. 152)
96. ↑  Vom Standpunkt des 21. Jahrhunderts lässt Conrad zwar Konsequenz vermissen, weil er nicht für die Unabhängigkeit der Kolonien eintritt, aber seiner Zeit war er dennoch voraus: Das von Conrad an die Congo Reform Association gelieferte Material wird von E. D. Morel, dem Führer der Congo Reform Association, in seinem Buch King Leopold’s Rule in Africa zitiert und als wichtigste jemals veröffentlichte Schrift zur Unterstützung der Anti-Sklaverei-Kampagne gewertet. ("E. D. Morel, leader of the Congo Reform Association, stated that ’Heart of Darkness’ was ’the most powerful thing ever written on the subject’.") Watts, Introduction, siehe Literatur, S. XXIV.
97. ↑  Watts, Introduction, siehe Literatur, S. XVIII f., Reiterer, siehe Weblinks.
98. ↑  Eine umfangreichere Darstellung der Kritik und Gegenkritik ist in der englischen Wikipedia zu Herz der Finsternis / Heart of Darkness zu lesen.
99. ↑  Die Argumente Chinua Achebes, die die lange Kontroverse initiierten, berücksichtigen weder den ’implizierten Leser’ oder Textadressaten noch Conrads Komposition der ’Geschichte in der Geschichte’ und damit der doppelten Distanzierung durch zwei Erzähler. (Hampson, siehe Literatur, S. 33.)
100. ↑  „The general critical consenus, which met some fierce challenges in the late twentieth century, is that the strengths of the tale greatly outweight its flaws.“ Watts, Introduction, siehe Literatur, S. XX ff.
101. ↑  „It is not the differentness that worries Conrad but the lurking hint of kinship, of common ancestry.“ Chinua Achebe: An Image of Africa: Racism in Conrad’s Heart of Darkness. In: Ders.: Hopes and Impediments. Selected Essays. Doubleday, New York 1988, S. 4.
102. ↑  Conrad Lizenzausgabe, S. 13 ff., 98, 105, 118 ff.
103. ↑  Kurtz’ schwarze Partnerin und seine Verlobte sind das Zentrum des letzten Teils von Marlows Erzählung, verbleiben aber in einer „Welt der Illusionen“ und unterstreichen damit den Unterschied zur Welt der Männer: „Marlow ’presents a world distinctly split into male and female realms’, (…) an assertion of male heroism and plenitude which is predicated upon ’female cowardice and emptiness’.“ (Hampson, siehe Literatur, S. 35 ff.)
104. ↑  Siehe Ansgar und Vera Nünning (Hrsg.): Kindler Klassiker: Englische Literatur: Aus sieben Jahrhunderten. J.B. Metzler Verlag, Stuttgart 2015, ISBN 978-3-476-04031-2, S. 131. Vgl. ebenso Kindlers neues Literatur-Lexikon, hrsg. von Walter Jens, Studienausgabe, München: Kindler 1996, Band 4 (Cl - Dz., 1996), S. 146 f., ISBN 3-463-43200-5
105. ↑  Matthias N. Lorenz: Distant Kinship – Entfernte Verwandtschaft. Joseph Conrads »Heart of Darkness« in der deutschen Literatur von Kafka bis Kracht, Stuttgart, Weimar: J.B. Metzler 2017, 546 S. ISBN 978-3-476-04472-3
106. ↑  Regelind Farn: Colonial and Postcolonial Rewritings of Heart of Darkness. A Century of Dialogue with Joseph Conrad, Boca Raton (Florida): Dissertation.Com 2005. ISBN 978-1-58112-289-3
107. ↑  Aguirre, der Zorn Gottes, Rezension von Patrick Wolf auf filmzentrale.com, abgerufen am 3. Januar 2016
108. ↑  Reiterer (siehe Weblinks)